# Langues kalam
Pour les articles homonymes, voir Kalam.
Les langues kalam (ou langues kalam-kobon) sont une famille de langues papoues parlées en Papouasie-Nouvelle-Guinée dans la province de Madang.

## Classification
Les langues kalam sont un des groupes qui constituent la famille des langues madang qui sont rattachées par Malcolm Ross à la famille hypothétique des langues trans-Nouvelle Guinée. Ross considérément qu'elles forment un groupe avec les langues de la côte de rai.  Hammarström, Haspelmath, Forkel et Bank, contrairement à Ross, les rapprochent des langues adelbert du Sud.

## Liste des langues
Les langues kalam, au nombre de trois, sont les suivantes :
- groupe kalam etp-ti
  - kalam
  - tai
- kobon